# Perpetuo Guasco
Perpetuo Guasco (Solero, 2 luglio 1803 – Il Cairo, 26 agosto 1859) è stato un vescovo cattolico italiano dell'Ordine dei frati minori.

## Biografia
Perpetuo Guasco nacque a Solero il 2 luglio 1803 da Perpetuo Bruno e Francesca Maria Mantelli; era il quarto di cinque figli.

### Formazione e ministero sacerdotale
All'età di sedici anni decise di entrare in convento presentandosi ad Assisi al convento di Santa Maria degli Angeli. Prese il nome religioso di Luigi, terminò gli studi a Narni nel 1826 e fu ordinato sacerdote nella cattedrale di Narni.
Si distinse nella sua vita cristiana tanto che il 14 febbraio 1836, venne eletto superiore del convento di San Salvatore di Gerusalemme. Due anni dopo, il 4 settembre 1838, divenne il 138º Custode di Terra Santa.
Secondo le lettere che Perpetuo inviò al ministro generale dell'Ordine, Giuseppe d'Alessandria della Rocca, il suo mandato custodiale fu caratterizzato da molte difficoltà e tumulti dovendo lottare per difendere i diritti dei francescani in Terra Santa.

### Ministero episcopale
Il 7 giugno 1839 fu nominato vescovo e vicario apostolico del neonato vicariato apostolico di Alessandria d'Egitto, eretto il 18 maggio dello stesso anno con il breve Ex munire pastoralis di papa Gregorio XVI ricavandone il territorio dal vicariato apostolico di Siria, Egitto, Arabia e Cipro e dalla missione dell'Egitto inferiore. Contestualmente fu nominato anche delegato apostolico in Egitto e Arabia.
Si prodigò per il convento francescano del Muski a Il Cairo e fece costruire la cattedrale di Santa Caterina ad Alessandria d'Egitto.
Il 26 agosto 1859 morì nel convento del Muski all'età di 56 anni. Fu sepolto nella chiesa dell'Assunta adiacente al convento, nel pavimento del presbiterio.

## Genealogia episcopale e successione apostolica
La genealogia episcopale è:
- Cardinale Scipione Rebiba
- Cardinale Giulio Antonio Santori
- Cardinale Girolamo Bernerio, O.P.
- Arcivescovo Galeazzo Sanvitale
- Cardinale Ludovico Ludovisi
- Cardinale Luigi Caetani
- Cardinale Ulderico Carpegna
- Cardinale Paluzzo Paluzzi Altieri degli Albertoni
- Papa Benedetto XIII
- Papa Benedetto XIV
- Papa Clemente XIII
- Cardinale Bernardino Giraud
- Cardinale Alessandro Mattei
- Cardinale Pietro Francesco Galleffi
- Cardinale Giacomo Filippo Fransoni
- Arcivescovo Francisco Villardel, O.F.M.
- Vescovo Perpetuo Guasco, O.F.M.

La successione apostolica è:
- Vescovo Athanase Khouzan (1855)